# Charles Fefferman
Charles Louis Fefferman (Washington, D.C., 18 de abril de 1949) é um matemático estadunidense.
Em 1979 foi eleito membro da Academia Nacional de Ciências dos Estados Unidos.

## Infância e educação
Fefferman nasceu em uma família judia, em Washington, D.C. Ele era uma criança prodígio, que ingressou na Universidade de Maryland aos 14 anos, e escreveu seu primeiro artigo científico aos 15 anos. Ele se formou em matemática e física aos 17 anos e obteve seu doutorado em matemática três anos depois na Universidade de Princeton, com Elias Stein. Sua dissertação de doutorado foi intitulada "Desigualdades para operadores de convolução fortemente singulares". Fefferman alcançou o cargo de professor titular na Universidade de Chicago aos 22 anos, tornando-o o mais jovem professor titular já nomeado nos Estados Unidos.

## Publicações selecionadas
- Fefferman, C.; Stein, E. M. (1972), «Hp spaces of several variables», Acta Mathematica (em inglês), 129: 137–193, doi:10.1007/bf02392215
- Coifman, R.; Fefferman, C. (1974), «Weighted norm inequalities for maximal functions and singular integrals», Studia Mathematica, 51 (3): 241-250
- Fefferman, C.; Stein, E. M. (1971), «Some Maximal Inequalities», American Journal of Mathematics, 93 (1): 107–115, doi:10.2307/2373450
- Fefferman, Charles (1974), «The Bergman kernel and biholomorphic mappings of pseudoconvex domains», Inventiones mathematicae (em inglês), 26 (1): 1–65, doi:10.1007/bf01406845
- Fefferman, Charles L. (1983), «The uncertainty principle», Bulletin of the American Mathematical Society, 9 (2): 129–206, doi:10.1090/s0273-0979-1983-15154-6
- Fefferman, Charles (1970), «Inequalities for strongly singular convolution operators», Acta Mathematica (em inglês), 124: 9–36, doi:10.1007/bf02394567
- Constantin, P.; Fefferman, C.; Majda, A. J. (1996), «Geometric constraints on potentially singular solutions for the 3-D Euler equations», Communications in Partial Differential Equations, 21 (3–4): 559-571, doi:10.1080/03605309608821197
- Fefferman, Charles (1971), «The multiplier problem for the ball», Annals of Mathematics, 94 (2): 330–336, doi:10.2307/1970864